# 阿弥陀ケ滝

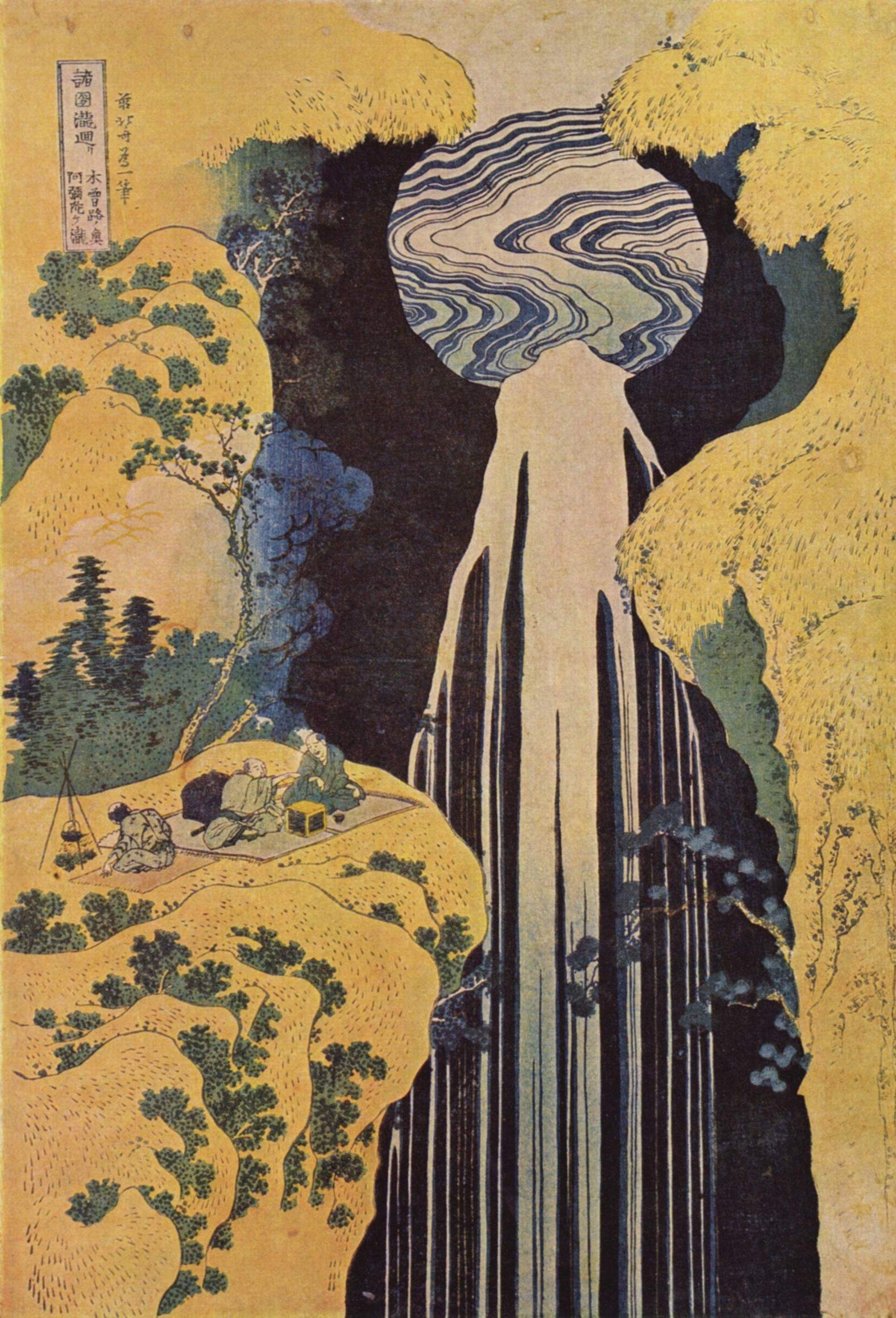
阿弥陀ケ滝（葛飾北斎『諸国滝廻リ』）

阿弥陀ヶ滝（あみだがたき）は、岐阜県郡上市白鳥町前谷（旧郡上郡白鳥町）にある滝。

## 概要
落差約60m、幅約7m。1958年（昭和33年）に県指定名勝となり、1986年（昭和61年）には「岐阜県の名水50選」、1990年（平成2年）には「日本の滝百選」に選ばれている名瀑である。白山信仰の修験道（滝行）の地である。
長良川の源流の一つ、前谷川の上流に位置する。

## 由来
- 722年（養老6年） - 白山を開山した泰澄により発見され、長滝と名づけられる[2]。
- 戦国時代の天文年間 - 白山中宮長滝寺の道雅法師が長滝の近くの洞窟で護摩修業を行なっていたところ、目の前に阿弥陀如来が現れたという。このことから、阿弥陀ヶ滝と呼ばれるようになったという。

## 交通アクセス
- 東海北陸自動車道 高鷲ICより、岐阜県道45号高鷲インター線、国道156号、岐阜県道314号石徹白前谷線経由で約15km。
- 長良川鉄道越美南線 美濃白鳥駅より郡上市自主運行バス石徹白線で「阿弥陀ヶ滝」停留所下車、徒歩で約20分。

## その他
7月には一般参加者による「みそぎ祭り」が行われる。
阿弥陀ケ滝に隣接する飲食店は駐車場から先の徒歩ルートに2店ある。下流から見て左側の店舗には「元祖流しそうめん発祥の地 阿弥陀ケ滝」と記された石碑が建てられている。店内には同店の先代店主が滝壷で流しそうめんを行っていた記録の写真等が掲げられている。
葛飾北斎が『諸国滝廻リ』の中で『木曽路ノ奥阿弥陀ケ滝』を描いた。